# The Unforgiven (phim 2005)
The Unforgiven (tiếng Hàn: 용서받지 못한 자; Romaja: Yongseobadji mothan ja) là một bộ phim chính kịch của Hàn Quốc năm 2005 do Yoon Jong-bin đạo diễn. Sau khi biến trải nghiệm nghĩa vụ quân sự của riêng mình thành một câu chuyện về ba người đàn ông trẻ, đạo diễn Yoon đã nhấn mạnh vấn đề nóng bỏng về nghĩa vụ quân sự ở Hàn Quốc hiện đại. Những mặt xấu gây tranh cãi của Yoon về nạn bao lực tâm lý và thể chất trong quân ngũ đã kích thích một cuộc đối thoại quốc gia về chủ đề này. Vì đây là một bộ phim Hàn Quốc nên tên đệm được đặt đầu tiên.

## Nội dung
Lee Seung-young, một lính mới trong quân đội Hàn Quốc phát hiện ra sĩ quan chỉ huy của mình, Sĩ quan Yoo Tae-jeong là một người bạn học cũ. Yoo vừa trông nom Lee vừa cố gắng giúp cậu thanh niên cứng đầu và ngang ngược này hòa nhập với hệ thống cấp bậc và sự khắc nghiệt trong cuộc sống quân ngũ. Khi thời gian trôi đi, sự kháng cự của Lee ngày càng ít và anh tự mình hiểu ra, thậm chí càng trở nên giống những sĩ quan cấp cao mà anh từng đối đầu trước đây. Những vấn đề đến đỉnh điểm khi anh nhận được lệnh của Heo Ji-hoon, một lính mới cẩu thả liên tục kiểm tra sự kiên nhẫn của anh, sau đó ép anh phải hành động.

## Diễn viên
- Ha Jung-woo vai Yoo Tae-jeong
- Seo Jang-won vai Lee Seung-young
- Yoon Jong-bin vai Heo Ji-hoon
- Lim Hyun-sung vai Soo-dong
- Han Sung-chun vai Dae-seok
- Sohn Sang-bum vai Young-il
- Kim Sung-mi vai Ji-hye
- Joo Hyun-woo vai Senior 1
- Park Min-kwan vai Trung sĩ
- Seo Jung-joon vai Casher
- Kim Byung-joon vai Người say rượu
- Lee Hye-min as Soo-hyun

## Đón nhận
The Unforgiven là một bộ phim dài về luận đề tốt nghiệp của đạo diễn Yoon Jong-bin, một sinh viên chưa tốt nghiệp trường đại học Chung-Ang. Mặc dù phim có những mặt thô do hạn chế về kĩ thuật cũng như ngân sách thấp, đây vẫn là một bộ phim thành công tại liên hoan phim quốc tế Busan 2005 và đoạt nhiều giải thưởng: Phim Hàn Quốc hay nhất, Phim nổi tiếng nhất trong số những phim mới ra mắt, FIPRESCI và NETPAC (dành cho những phản hồi phê bình dựa trên 'sự nam tính', không chỉ ở Hàn Quốc mà còn trong xã hội đương đại nói chung"). Phim cũng được chiếu trong hạng mục Un Certain Regard tại Liên hoan phim Cannes 2006..